# Bitak i ništo
Bitak i ništo: Esej iz fenomenološke ontologije (L'Être et le Néant. Essai d'ontologie phénoménologique, 1943.) je filozofsko djelo Jean-Paula Sartrea. Na hrvatskom je jeziku objavljeno u prijevodu Daniela Bučana (2006. – 2007.).

## O djelu
Sartreovo prvo filozofsko djelo je "Bitak i ništo" (L'Être et le Néant, 1943). On tu razlikuje "Bitak po sebi"/pour soi i "Bitak za sebe"/en-soi ("Biće po sebi" i "Biće za sebe"). Bitak po sebi je masivna materija, ona je vječna i ona sve u sebe uvlači. Bitak za sebe je svijest. Egzistencija čovjeka se stalno suprotstavlja bitku po sebi. 
Sartre je smatrao da je čovjek slobodan i odgovoran, ali da je nemoćan u odnosu na svijet - sve je slučajno. slučajnost je apsolutna, savršena, bezrazložnost.

## Unutarnje poveznice
- Dodatak:Le Mondeovih 100 knjiga stoljeća